# Bolivar (Ohio)
Bolivar – wieś w USA, w stanie Ohio, w hrabstwie Tuscarawas.
Liczba mieszkańców w 2010 wynosiła 994.